# File Miskolc
File Miskolc (in ungherese Miskolc nembeli Füle; ... – tra il 1247 e il 1249) fu un ecclesiastico ungherese vissuto nel XIII secolo che ricoprì la carica di prevosto del capitolo della cattedrale di Zagabria dal 1236 fino alla sua morte. Fedele confidente di Colomanno, duca di Slavonia, ricoprì la carica di cancelliere della corte ducale tra il 1237 e il 1241.

## Biografia

### Origini e ascesa politica
File (anche Fileto, Phyle o Fila) discendeva dal ramo Mikola della famiglia dei Miskolc, ma si ingora l'identità dei genitori. Aveva due fratelli, Tommaso e Pietro, di cui il primo fu il capostipite delle famiglie nobiliari dei Vadakoli e dei Mikolai, che prosperarono rispettivamente fino al XIV e al XV secolo. Tommaso visse a Csáj, nel comitato di Abaúj negli anni Trenta del XIII secolo (oggi Vyšný Čaj e Nižný Čaj, in Slovacchia).
File entrò al servizio di Colomanno, duca di Slavonia dal 1226 fino alla sua morte. File viene menzionato per la prima volta in documenti medievali nel 1231, quando ricoprì la carica di notaio di Colomanno. In questa veste, formulò la lettera di privilegio di Vukovar. File fu eletto prevosto di Zagabria nel 1236, subentrando a Mattia Rátót e preservando la carica fino alla sua morte. In qualità di prevosto, File assistette Stefano II, vescovo di Zagabria, un influente confidente del duca. Oltre a ciò, servì anche come cancelliere del duca Colomanno dal 1237 fino alla sua morte nell'ambito della prima invasione mongola dell'Ungheria nel 1241. I documenti di epoca successiva definiscono spesso File cancelliere e «magister», dimostrando il prestigio del suo ufficio, malgrado non fosse un membro della corte reale. Secondo lo storico György Györffy, la sua persona garantì i buoni rapporti tra il duca Colomanno e il vescovo Stefano.
Dopo la morte di Colomanno, File e i suoi fratelli rimasero figure gradite a re Béla IV d'Ungheria, che trascrisse e confermò la loro proprietà di molti possedimenti terrieri, ricevuti da Colomanno nell'ultimo decennio. File partecipò alla campagna reale comandata dal bano Dionigi Türje nel 1244 contro la città costiera di Spalato, ribellatasi al dominio ungherese. Stando al cronista contemporaneo Tommaso Arcidiacono, autore della Historia Salonitana, File («Fileto») guidò una delle compagnie che assediarono con successo la città. Dopo la resa di Spalato, File si disse a favore di un accordo di pace che potesse giungere il prima possibile. File ricoprì il ruolo di pristaldus (commissario reale o "balivo") per conto del monarca ungherese nel 1245, quando attestò la proprietà di Rakovac in capo ad alcuni nobili. Guidò una delegazione del capitolo della cattedrale di Zagabria alla corte reale nel settembre del 1247, chiedendo a Béla IV di donare una porzione del colle di Gradec a Zagabria per erigere un forte a protezione dei possedimenti terrieri del capitolo. Successivamente, fu costruita una torre chiamata Popov toranj.

### Feudi
La famiglia Miskolc possedeva dei feudi nel comitato di Borsod, nell'Ungheria nord-orientale; anche File era un ricco latifondista della regione. Un lontano parente, Mikó Miskolc, promise la sua proprietà ereditaria di Mályi per 60 marchi a File e ai suoi fratelli nel 1234. In seguito, possedettero anche Kistokaj. File deteneva il giuspatronato sull'abbazia benedettina di Boldva nella prima metà del XIII secolo. File e i suoi fratelli possedevano anche alcune porzioni intorno a Miskolc, l'antica tenuta omonima dei loro parenti. Un altro loro lontano parente, Panyit Miskolc (figlio di Panyit, del ramo dei Keresztúr) vendette il suo feudo a Miskolc per 30 marchi a File e ai suoi fratelli nel 1245. In precedenza, Panyit aveva ereditato la sua tenuta dal fratello Varasd, morto senza avere discendenti. File e i suoi fratelli si prodigarono nel tentativo di acquisire i feudi dei rami impoveriti dei Miskolc nella regione. Acquistarono Dédes dai guerrieri del castello (in ungherese várjobbágy; in latino iobagio castri: si trattava di persone a cui il re concedeva il possesso di un'area a patto che la presidiassero prestando servizio militare) nel 1247, che originariamente avevano ricevuto il sito per costruirvi un castello con il permesso della corona, ma alla fine avevano terminato i soldi necessari. File assunse l'incarico di costruire il castello acquistando il terreno. Nel 1254, un potente signore e rivale locale della famiglia aristocratica dei Miskolc, Ernye Ákos, possedeva il castello di Dédes, ormai completamente completato (non è certo se la costruzione del forte fosse stata completata da Ernye o da File). Contemporaneamente alla sua scalata sociale, File e la sua famiglia vendettero i loro numerosi terreni nel comitato di Borsod e trasferirono i loro interessi principali in Slavonia.
Il servizio di File presso la corte ducale di Colomanno contrimputato all'acquisizione di grandi latifondi da parte sua e dei suoi fratelli in Slavonia, in particolare nel comitato di Valkó. In cambio di alcune proprietà terriere in Ungheria, a File e Tommaso furono concesse i feudi di Heyreh e Luder da Colomanno nel 1237. Béla IV confermò questa donazione loro nell'ottobre del 1244, respingendo la pretesa di Bertrando Bajóti e di sua moglie Ahalyz (vedova di Batiz Negol allora Salomone Atyusz). A File furono concesse diverse proprietà vicino a Pakrac nel 1239: Daróc (oggi Vardarac, in Croazia), Ködmen, Rücs e Donát –, che in precedenza appartenevano ad Abramo Tétény. Il re Béla donò Mikola e Szentmárton, nei pressi di Svinjarevci, e Vukovar a File e ai suoi fratelli nell'ottobre del 1242, mantenendo la promessa del defunto Colomanno. File acquisì anche la tenuta di Halmos nella regione all'inizio del 1244. Con queste donazioni, File stabilì una signoria contigua nell'area tra i fiumi Vuka (Valkó) e Bosut (Báza). File visse prevalentemente a Mikola.

## Lascito
File morì tra il 1247 e il 1249. Béla IV confermò Tommaso e Pietro come proprietari di "Derinemty", Mikola e Szentmárton per i meriti del defunto File nel gennaio 1249. Il monarca fece lo stesso per i feudi di Daróc e Ködmen nel novembre del 1252.
Dopo la morte di File, i suoi fratelli vendettero o scambiarono gradualmente le tenute di famiglia nel comitato di Borsod. Tommaso figura come perito della famiglia Kórógyi, importanti latifondisti nel comitato di Valkó, nel 1259. La loro esclusione dall'Ungheria nordorientale fu accelerata anche da una sfortunata decisione politica. Il territorio apparteneva al regno di Stefano V d'Ungheria, il duca Stefano, che sfociò nella guerra civile ungherese del 1264-1265 con suo padre Béla IV. Il figlio di Tommaso, Nicola "il Biondo", era al seguito del duca. Intorno al 1263, Stefano gli consegnò 300 marchi d'argento con l'ordine di consegnarli al suo lontano parente Panyit Miskolc (figlio di Paolo) per finanziare la sua legazione presso l'Orda d'Oro. Tuttavia, Nicola si appropriò della somma e giurò fedeltà a re Béla. Di conseguenza, dopo la guerra civile, il duca Stefano confiscò i possedimenti del ramo di Mikola nel comitato di Borsod – Mályi, Kistokaj e le porzioni di Miskolc – e li cedette al Panyit Miskolc nel 1268.
Tommaso e Nicola erano menzionati come proprietari di Cserics nella contea di Valkó nel 1267. Un altro figlio di Tommaso, File II, prese parte alla battaglia di Marchfeld nel 1278. Il figlio di File, Lorenzo, che peraltro fu progenitore dei Vadakoli, partecipò alla guerra austro-ungarica del 1291. Lorenzo e i suoi fratelli – Nicola II, Pietro II e Paolo – sostennero Carlo I d'Ungheria durante l'epoca dell'interregno all'inizio del XIV secolo. La famiglia Mikolai discendeva da Pietro (II). Tutte i feudi di famiglia nel comitato di Valkó, che il prevosto File iniziò ad espandere, furono acquisiti dalla potente famiglia dei Garai nel primo terzo del XV secolo, in seguito all'estinzione dei rami Vadakoli e Mikolai.